# 백두대간보전회
백두대간보전회는 백두대간 보호, 생태체험·교육, 생태계 증식 및 보전 등에 기여할 목적으로 2010년 3월 19일 설립 허가된 대한민국 산림청 소관의 사단법인이다. 사무실은 강원도 동해시 천곡동 994-9번지 2층에 있다.

## 주요 사업
- 백두대간 보호와 관련된 사업
- 백두대간의 산림생태계 증식·보전운동 지원사업
- 백두대간 보호를 위한 대국민 홍보 및 생태체험교육
- 기타 본회의 목적달성에 필요한 사업